# Liste der Stolpersteine in Hameln
Die Liste der Stolpersteine in Hameln gibt eine Übersicht über die im Rahmen der Aktion des Künstlers Gunter Demnig verlegten Stolpersteine in der Stadt Hameln in Niedersachsen.

## Beschreibung
In Hameln wurden seit 2013 bis heute (2018) 78 Stolpersteine verlegt. Die 10 × 10 × 10 cm großen Betonquader mit Messingtafel sind in den Bürgersteig vor jenen Häusern eingelassen, in denen die Opfer der nationalsozialistischen Gewaltherrschaft damals wohnten. Die Inschrift der Tafel gibt Auskunft über ihren Namen, ihr Alter und ihr Schicksal. Die Stolpersteine sollen dem Vergessen der Opfer entgegenwirken. Am 9. November 2016 fand erstmals in Hameln eine Reinigungsaktion der Stolpersteine statt, an der 30 Personen aus kirchlichen, politischen und kulturgeschichtlichen Vereinigungen, darunter der Hamelner Historiker Bernhard Gelderblom, teilnahmen.

## Stolpersteine in Hameln
| Adresse                 | Datum der Verlegung | Person                            | Inschrift | Bild |
| ----------------------- | ------------------- | --------------------------------- | --- | ---- |
| Baustraße 16 ·          | 26. Nov. 2013       | Albert Jonas (1871–1942)          | HIER WOHNTE ALBERT JONAS JG. 1871 ’SCHUTZHAFT’ 1938 BUCHENWALD DEPORTIERT 1942 THERESIENSTADT TOT 13.8.1942                                                          |      |
| Baustraße 16 ·          | 26. Nov. 2013       | Bertha Jonas (1873–1944)          | HIER WOHNTE BERTHA JONAS GEB. ROTHENBERG JG. 1873 DEPORTIERT 1942 THERESIENSTADT TOT 25.7.1944                                                                       |      |
| Baustraße 16 ·          | 26. Nov. 2013       | Else Jonas (1900–?)               | HIER WOHNTE ELSE JONAS VERH. BIRNBAUM JG. 1900 DEPORTIERT 1942 WARSCHAU ERMORDET                                                                                     |      |
| Baustraße 16 ·          | 26. Nov. 2013       | Arthur Jonas (1905–?)             | HIER WOHNTE ARTHUR JONAS JG. 1905 „SCHUTZHAFT“ 1938 BUCHENWALD FLUCHT 1939 ENGLAND ÜBERLEBT                                                                          |      |
| Baustraße 16 ·          | 26. Nov. 2013       | Anneliese Jonas (1908–?)          | HIER WOHNTE ANNELIESE JONAS JG. 1908 UNFREIWILLIG VERZOGEN 1939 BIELEFELD DEPORTIERT 1943 THERESIENSTADT ERMORDET IN AUSCHWITZ                                       |      |
| Neue Marktstraße 14 ·   | 26. Nov. 2013       | Rosa Culp (1867–1943)             | HIER WOHNTE ROSA CULP GEB. WEINBERG JG. 1867 DEPORTIERT 1942 THERESIENSTADT TOT 20.12.1943                                                                           |      |
| Neue Marktstraße 14 ·   | 26. Nov. 2013       | Sophie Friedheim (1909–?)         | HIER WOHNTE SOPHIE FRIEDHEIM GEB. CULP JG. 1909 DEPORTIERT 1943 ERMORDET IN AUSCHWITZ                                                                                |      |
| Neue Marktstraße 14 ·   | 26. Nov. 2013       | Ingrid Friedheim (1936–?)         | HIER WOHNTE INGRID FRIEDHEIM JG. 1936 DEPORTIERT 1943 ERMORDET IN AUSCHWITZ                                                                                          |      |
| Werder 16, Tündern ·    | 26. Nov. 2013       | Emilie Jonas (1864–1942)          | HIER WOHNTE EMILIE JONAS JG. 1864 DEPORTIERT 1942 THERESIENSTADT TOT 13.8.1942                                                                                       |      |
| Werder 16, Tündern ·    | 26. Nov. 2013       | Alice Jonas (1908–1942)           | HIER WOHNTE ALICE JONAS JG. 1908 UNFREIWILLIG VERZOGEN 1939 HANNOVER DEPORTIERT 1941 ERMORDET IN RIGA                                                                |      |
| Pyrmonter Straße 29 ·   | 28. März 2014       | Ernst Jahn (1903–1935)            | HIER WOHNTE ERNST JAHN JG. 1903 IM WIDERSTAND / SPD ERMORDET VON SA 5.2.1935 WESERSCHLEUSE                                                                           |      |
| Bäckerstraße 25 ·       | 28. März 2014       | Gustav Behrendt (1880–?)          | HIER WOHNTE GUSTAV BEHRENDT JG. 1880 ’SCHUTZHAFT’ 1938 BUCHENWALD DEPORTIERT 1942 GHETTO WARSCHAU ERMORDET                                                           |      |
| Bäckerstraße 45 ·       | 28. März 2014       | Carl Friedheim (1869–1935)        | HIER WOHNTE CARL FRIEDHEIM JG. 1869 UNFREIWILLIG VERZOGEN 1935 LEIPZIG TOT 8.11.1935                                                                                 |      |
| Bäckerstraße 45 ·       | 28. März 2014       | Henriette Friedheim (1875–1944)   | HIER WOHNTE HENRIETTE FRIEDHEIM GEB. KANSTEIN JG. 1875 UNFREIWILLIG VERZOGEN 1935 LEIPZIG DEPORTIERT 1942 THERESIENSTADT TOT 8.7.1944                                |      |
| Bäckerstraße 45 ·       | 28. März 2014       | Therese Friedheim (1900–?)        | HIER WOHNTE THERESE FRIEDHEIM JG. 1900 FLUCHT 1933 PALÄSTINA ÜBERLEBT                                                                                                |      |
| Bäckerstraße 45 ·       | 28. März 2014       | Alfred Friedheim (1901–?)         | HIER WOHNTE ALFRED FRIEDHEIM JG. 1901 FLUCHT 1934 USA ÜBERLEBT |      |
| Bäckerstraße 45 ·       | 28. März 2014       | Heinz Friedheim (1908–?)          | HIER WOHNTE HEINZ FRIEDHEIM JG. 1908 FLUCHT 1938 USA ÜBERLEBT |      |
| Bäckerstraße 45 ·       | 28. März 2014       | Kurt Friedheim (1908–?)           | HIER WOHNTE KURT FRIEDHEIM JG. 1908 FLUCHT 1933 FRANKREICH MIT HILFE BEFREIT / ÜBERLEBT                                                                              |      |
| Bäckerstraße 47 ·       | 28. März 2014       | Moritz Blankenberg (1872–?)       | HIER WOHNTE MORITZ BLANKENBERG JG. 1872 UNFREIWILLIG VERZOGEN 1936 HANNOVER DEPORTIERT 1941 ERMORDET IN RIGA                                                         |      |
| Bäckerstraße 47 ·       | 28. März 2014       | Elise Blankenberg (1883–?)        | HIER WOHNTE ELISE BLANKENBERG GEB. STEEG JG. 1883 UNFREIWILLIG VERZOGEN 1936 HANNOVER DEPORTIERT 1941 ERMORDET IN RIGA                                               |      |
| Bäckerstraße 47 ·       | 28. März 2014       | Lotte Blankenberg (1906–?)        | HIER WOHNTE LOTTE BLANKENBERG VERH. ARENSBERG JG. 1906 VERZOGEN 1930 HANNOVER DEPORTIERT 1941 ERMORDET IN RIGA                                                       |      |
| Bäckerstraße 58 ·       | 28. März 2014       | Ida Oppenheimer (1864–1943)       | HIER WOHNTE IDA OPPENHEIMER JG. 1864 DEPORTIERT 1942 THERESIENSTADT TOT 24.4.1943                                                                                    |      |
| Pferdemarkt 8 ·         | 28. März 2014       | Paula Cahn (1864–1943)            | HIER WOHNTE PAULA CAHN JG. 1864 DEPORTIERT 1942 THERESIENSTADT TOT 9.12.1943                                                                                         |      |
| Pferdemarkt 8 ·         | 28. März 2014       | Rieka Katz (1870–?)               | HIER WOHNTE RIEKA KATZ GEB. JORDAN JG. 1870 DEPORTIERT 1942 THERESIENSTADT ERMORDET IN TREBLINKA                                                                     |      |
| Pferdemarkt 8 ·         | 28. März 2014       | Karl Katz (1905–?)                | HIER WOHNTE KARL KATZ JG. 1905 FLUCHT 1937 USA ÜBERLEBT |      |
| Pferdemarkt 8 ·         | 28. März 2014       | Walter Katz (1904–1939)           | HIER WOHNTE WALTER KATZ JG. 1904 „SCHUTZHAFT“ 1938 BUCHENWALD ERMORDET 7.1.1939                                                                                      |      |
| Münsterkirchhof 13 ·    | 29. Jan. 2015       | Karl Bernstein (1880–1942)        | HIER WOHNTE KARL BERNSTEIN JG. 1880 ’SCHUTZHAFT’ 1938 BUCHENWALD UNFREIWILLIG VERZOGEN 1939 KÖLN DEPORTIERT 1942 RIGA ERMORDET 18.8.1942                             |      |
| Münsterkirchhof 13 ·    | 29. Jan. 2015       | Paula Bernstein (1883–1942)       | HIER WOHNTE PAULA BERNSTEIN GEB. LION JG. 1883 UNFREIWILLIG VERZOGEN 1939 DÜSSELDORF DEPORTIERT 1942 RIGA ERMORDET 18.8.1942                                         |      |
| Fischpfortenstraße 18 · | 29. Jan. 2015       | Martha Cohn (1895–?)              | HIER WOHNTE MARTHA COHN JG. 1895 DEPORTIERT 1942 GHETTO WARSCHAU ERMORDET                                                                                            |      |
| Osterstraße 5 ·         | 29. Jan. 2015       | Henriette Herz (1867–1942)        | HIER WOHNTE HENRIETTE HERZ GEB. JORDAN JG. 1867 DEPORTIERT 1942 THERESIENSTADT ERMORDET 26.9.1942 TREBLINKA                                                          |      |
| Osterstraße 7 ·         | 29. Jan. 2015       | Ida Weinberg (1877–?)             | HIER WOHNTE IDA WEINBERG GEB. NEUBURG JG. 1877 DEPORTIERT 1942 GHETTO WARSCHAU ERMORDET                                                                              |      |
| Osterstraße 7 ·         | 29. Jan. 2015       | Johanne Michaelis (1871–1943)     | HIER WOHNTE JOHANNE MICHAELIS JG. 1871 DEPORTIERT 1942 THERESIENSTADT ERMORDET 16.2.1943                                                                             |      |
| Osterstraße 13 ·        | 29. Jan. 2015       | Moses Moritz Marcus (1878–1944)   | HIER WOHNTE MOSES MORITZ MARCUS JG. 1878 UNFREIWILLIG VERZOGEN 1935 HAMBURG DEPORTIERT 1942 THERESIENSTADT ERMORDET 1944 AUSCHWITZ                                   |      |
| Osterstraße 13 ·        | 29. Jan. 2015       | Erna Marcus (1883–1944)           | HIER WOHNTE ERNA MARCUS GEB. LEHMANN JG. 1883 UNFREIWILLIG VERZOGEN 1935 HAMBURG DEPORTIERT 1942 THERESIENSTADT ERMORDET 1944 AUSCHWITZ                              |      |
| Osterstraße 13 ·        | 29. Jan. 2015       | Ruth Marcus (1907–?)              | HIER WOHNTE RUTH MARCUS VERH. HESSE JG. 1907 FLUCHT 1939 USA |      |
| Osterstraße 36 ·        | 29. Jan. 2015       | Helene Bloch (1879–1942)          | HIER WOHNTE HELENE BLOCH JG. 1879 UNFREIWILLIG VERZOGEN 1937 VECHTA DEPORTIERT 1941 MINSK ERMORDET 28.7.1942                                                         |      |
| Osterstraße 36 ·        | 29. Jan. 2015       | Meta Bloch (1881–1942)            | HIER WOHNTE META BLOCH JG. 1881 UNFREIWILLIG VERZOGEN 1937 VECHTA DEPORTIERT 1941 MINSK ERMORDET 28.7.1942                                                           |      |
| Alte Marktstraße 52 ·   | 29. Jan. 2015       | Georg Reichmann (1886–1945)       | HIER WOHNTE GEORG REICHMANN JG. 1886 ’SCHUTZHAFT’ 1941 GEFÄNGNIS HAMELN GESTAPO-LAGER LIEBENAU DEPORTIERT 1941 RIGA 1944 STUTTHOF 1944 BUCHENWALD ERMORDET 17.3.1945 |      |
| Neue Marktstraße 13 ·   | 29. Jan. 2015       | Selma Frankenstein (1869–?)       | HIER WOHNTE SELMA FRANKENSTEIN JG. 1869 DEPORTIERT 1942 THERESIENSTADT 1942 TREBLINKA ERMORDET                                                                       |      |
| Neue Marktstraße 13 ·   | 29. Jan. 2015       | Emilie Frankenstein (1870–1965)   | HIER WOHNTE EMILIE FRANKENSTEIN GEB. HESS JG. 1870 FLUCHT 1941 USA                                                                                                   |      |
| Neue Marktstraße 13 ·   | 29. Jan. 2015       | Charlotte Frankenstein (1906–?)   | HIER WOHNTE CHARLOTTE FRANKENSTEIN JG. 1906 FLUCHT 1941 USA |      |
| Neue Marktstraße 13 ·   | 29. Jan. 2015       | Ilse Frankenstein (1909–?)        | HIER WOHNTE ILSE FRANKENSTEIN VERH. SANDER JG. 1909 FLUCHT 1938 USA                                                                                                  |      |
| Neue Marktstraße 13 ·   | 29. Jan. 2015       | Werner Frankenstein (1911–1999)   | HIER WOHNTE WERNER FRANKENSTEIN JG. 1911 IM WIDERSTAND ’SCHUTZHAFT’ 1933 GEFÄNGNIS HAMELN FLUCHT 1933 PALÄSTINA                                                      |      |
| 164er Ring 35 ·         | 29. Jan. 2015       | Moritz Hohenstein (1876–?)        | HIER WOHNTE MORITZ HOHENSTEIN JG. 1876 DEPORTIERT 1942 GHETTO WARSCHAU ERMORDET                                                                                      |      |
| 164er Ring 35 ·         | 29. Jan. 2015       | Bertha Hohenstein (1878–?)        | HIER WOHNTE BERTHA HOHENSTEIN GEB. OPPENHEIMER JG. 1878 DEPORTIERT 1942 GHETTO WARSCHAU ERMORDET                                                                     |      |
| 164er Ring 35 ·         | 29. Jan. 2015       | Ilse Hohenstein (1906–?)          | HIER WOHNTE ILSE HOHENSTEIN VERH. LIMBACH JG. 1906 FLUCHT 1939 USA                                                                                                   |      |
| Domeierstraße 22 ·      | 19. Apr. 2016       | Adele Löwenstein (1875–?)         | HIER WOHNTE ADELE LÖWENSTEIN JG. 1875 DEPORTIERT 1942 GHETTO WARSCHAU ERMORDET                                                                                       |      |
| Domeierstraße 22 ·      | 19. Apr. 2016       | Selma Löwenstein (1879–?)         | HIER WOHNTE SELMA LÖWENSTEIN JG. 1879 DEPORTIERT 1942 GHETTO WARSCHAU ERMORDET                                                                                       |      |
| Erichstraße 1 ·         | 19. Apr. 2016       | Adolf Englender (1891–1942)       | HIER WOHNTE ADOLF ENGLENDER JG. 1891 VERHAFTET 1939 GEFÄNGNIS HANNOVER 1939 BUCHENWALD DEPORTIERT 1942 AUSCHWITZ ERMORDET 31.10.1942                                 |      |
| Ritterstraße 1 ·        | 19. Apr. 2016       | Salomon Keyser (1857–1943)        | HIER WOHNTE SALOMON KEYSER JG. 1857 FLUCHT 1939 HOLLAND INTERNIERT WESTERBORK TOT 9.5.1943                                                                           |      |
| Ritterstraße 1 ·        | 19. Apr. 2016       | Emma Keyser (1865–1943)           | HIER WOHNTE EMMA KEYSER GEB. GOLDMANN JG. 1865 FLUCHT 1939 HOLLAND INTERNIERT WESTERBORK DEPORTIERT 1943 SOBIBOR ERMORDET 23.7.1943                                  |      |
| Ritterstraße 1 ·        | 19. Apr. 2016       | Rosa Schenk (1893–1942)           | HIER WOHNTE ROSA SCHENK GEB. KEYSER JG. 1893 FLUCHT 1937 HOLLAND INTERNIERT WESTERBORK DEPORTIERT 1942 AUSCHWITZ ERMORDET 5.10.1942                                  |      |
| Ritterstraße 1 ·        | 19. Apr. 2016       | Leon Schenk (1889–1942)           | HIER WOHNTE LEON SCHENK JG. 1889 FLUCHT 1937 HOLLAND INTERNIERT WESTERBORK DEPORTIERT 1942 AUSCHWITZ ERMORDET 5.10.1942                                              |      |
| Ritterstraße 1 ·        | 19. Apr. 2016       | Walter Schenk (1921–1943)         | HIER WOHNTE WALTER SCHENK JG. 1921 FLUCHT 1937 HOLLAND VERHAFTET / DEPORTIERT ZWANGSARBEITERLAGER SCHOPPINITZ ERMORDET 31.10.1943                                    |      |
| Ritterstraße 1 ·        | 19. Apr. 2016       | Herbert Schenk (1927–1943)        | HIER WOHNTE HERBERT SCHENK JG. 1927 FLUCHT 1937 HOLLAND VERHAFTET / DEPORTIERT ZWANGSARBEITERLAGER SCHOPPINITZ ERMORDET 31.10.1943                                   |      |
| Ritterstraße 1 ·        | 19. Apr. 2016       | Frieda Schenk (1895–?)            | HIER WOHNTE FRIEDA SCHENK GEB. KEYSER JG. 1895 FLUCHT 1934 HOLLAND MIT HILFE ÜBERLEBT                                                                                |      |
| Ritterstraße 1 ·        | 19. Apr. 2016       | Elisabeth Schenk (1921–1943)      | HIER WOHNTE ELIZABETH SCHENK JG. 1921 FLUCHT 1934 HOLLAND INTERNIERT WESTERBORK DEPORTIERT AUSCHWITZ ERMORDET 14.9.1943                                              |      |
| Ritterstraße 1 ·        | 19. Apr. 2016       | Berta Keyser (1906–1944)          | HIER WOHNTE BERTA KEYSER JG. 1906 FLUCHT 1939 HOLLAND INTERNIERT WESTERBORK DEPORTIERT 1944 AUSCHWITZ ERMORDET 28.1.1944                                             |      |
| Emmernstraße 28 ·       | 19. Apr. 2016       | Bertha Hammerschlag (1866–1943)   | HIER WOHNTE BERTHA HAMMERSCHLAG GEB. HAAS JG. 1866 DEPORTIERT 1942 THERESIENSTADT ERMORDET 1.1.1943                                                                  |      |
| Emmernstraße 28 ·       | 19. Apr. 2016       | Hermann Hammerschlag (1897–?)     | HIER WOHNTE HERMANN HAMMERSCHLAG JG. 1897 ’SCHUTZHAFT’ 1938 BUCHENWALD DEPORTIERT 1942 GHETTO WARSCHAU ERMORDET                                                      |      |
| Emmernstraße 28 ·       | 19. Apr. 2016       | Bianka Hammerschlag (1905–?)      | HIER WOHNTE BIANKA HAMMERSCHLAG GEB. NOCHEM JG. 1905 DEPORTIERT 1942 GHETTO WARSCHAU ERMORDET                                                                        |      |
| Emmernstraße 28 ·       | 19. Apr. 2016       | Helene Dina Hammerschlag (1936–?) | HIER WOHNTE HELENE DINA HAMMERSCHLAG JG. 1936 DEPORTIERT 1942 GHETTO WARSCHAU ERMORDET                                                                               |      |
| Großehofstraße 17 ·     | 19. Apr. 2016       | Elias Birnbaum (1863–1940)        | HIER WOHNTE ELIAS BIRNBAUM JG. 1863 GEDEMÜTIGT / ENTRECHTET TOT 14.7.1940                                                                                            |      |
| Großehofstraße 17 ·     | 19. Apr. 2016       | Henrietta Birnbaum (1872–1947)    | HIER WOHNTE JETTCHEN BIRNBAUM GEB. HEILBRUNN JG. 1872 DEPORTIERT 1942 THERESIENSTADT 5.2.1945 FREIHEITSTRANSPORT SCHWEIZ                                             |      |
| Königstraße 2 ·         | 19. Apr. 2016       | Salomon Szaja Kamenetzky (1886–?) | HIER WOHNTE SALOMON SZAJA KAMENETZKY JG. 1886 ’POLENAKTION’ 1938 BENTSCHEN / ZBASZYN ERMORDET IM BESETZTEN POLEN                                                     |      |
| Königstraße 2 ·         | 19. Apr. 2016       | Henriette Kamenetzky (1895–?)     | HIER WOHNTE HENRIETTE KAMENETZKY GEB. LÖWENSTEIN JG. 1895 ’POLENAKTION’ 1938 BENTSCHEN / ZBASZYN ERMORDET IM BESETZTEN POLEN                                         |      |
| Königstraße 2 ·         | 19. Apr. 2016       | Eva Kamenetzky (1928–?)           | HIER WOHNTE EVA KAMENETZKY JG. 1928 ’POLENAKTION’ 1938 BENTSCHEN / ZBASZYN ERMORDET IM BESETZTEN POLEN                                                               |      |
| Königstraße 2 ·         | 19. Apr. 2016       | Hermann Kamenetzky (1920–?)       | HIER WOHNTE HERMANN KAMENETZKY JG. 1920 FLUCHT 1935 PALÄSTINA |      |
| Deisterstraße 45 ·      | 27. Sep. 2018       | Max Birnbaum (1893–?)             | HIER WOHNTE MAX BIRNBAUM JG. 1893 ’SCHUTZHAFT’ 1938 BUCHENWALD VERHAFTET 1939 ’DEVISENVERGEHEN’ GEFÄNGNIS HAMELN DEPORTIERT 1942 GHETTO WARSCHAU ERMORDET            |      |
| Deisterstraße 45 ·      | 27. Sep. 2018       | Margarete Birnbaum (1895–1939)    | HIER WOHNTE MARGARETE BIRNBAUM GEB. GOLDSTEIN JG. 1895 VERHAFTET 1939 ’DEVISENVERGEHEN’ GEFÄNGNIS HAMELN FLUCHT IN DEN TOD 21.5.1939                                 |      |
| Deisterstraße 45 ·      | 27. Sep. 2018       | Grete Birnbaum (1922–?)           | HIER WOHNTE GRETE BIRNBAUM VERH. RUTH KERET JG. 1922 FLUCHT 1937 HOLLAND 1939 PALÄSTINA                                                                              |      |
| Deisterstraße 45 ·      | 27. Sep. 2018       | Alfred Birnbaum (1924–?)          | HIER WOHNTE ALFRED BIRNBAUM JG. 1924 KINDERTRANSPORT 1939 ENGLAND |      |
| Ohsener Straße 44 ·     | 27. Sep. 2018       | Willy Nega (1900–1940)            | BÜCKEBERGSTR. 44 WOHNTE WILLY NEGA JG. 1900 VERHAFTET 1938 AKTION ’ARBEITSSCHEU REICH’ 1938 BUCHENWALD 1940 MAUTHAUSEN DACHAU ERMORDET 22.12.1940                    |      |
| Kaiserstraße 21 ·       | 27. Sep. 2018       | Albert Blank (1885–1963)          | HIER WOHNTE ALBERT BLANK JG. 1885 UNFREIWILLIG VERZOGEN 1935 BERLIN FLUCHT 1936 HOLLAND ENGLAND                                                                      |      |
| Kaiserstraße 21 ·       | 27. Sep. 2018       | Luise Blank (1893–1973)           | HIER WOHNTE LUISE BLANK GEB. LÖWENBERG JG.1893 UNFREIWILLIG VERZOGEN 1935 BERLIN FLUCHT 1936 HOLLAND ENGLAND                                                         |      |
| Kaiserstraße 21 ·       | 27. Sep. 2018       | Eva Blank (1920–2002)             | HIER WOHNTE EVA BLANK VERH. HARRIS JG. 1920 FLUCHT 1936 HOLLAND ENGLAND                                                                                              |      |
| Kaiserstraße 21 ·       | 27. Sep. 2018       | Hilde Blank (1924–2012)           | HIER WOHNTE HILDE BLANK VERH. DONISI JG. 1924 UNFREIWILLIG VERZOGEN 1935 BERLIN FLUCHT 1936 HOLLAND ENGLAND                                                          |      |
| Kaiserstraße 21 ·       | 27. Sep. 2018       | Ursula Blank (1927–2015)          | HIER WOHNTE URSULA BLANK VERH. ALEXANDER JG. 1927 UNFREIWILLIG VERZOGEN 1935 BERLIN FLUCHT 1936 HOLLAND ENGLAND                                                      |      |

## Verlegungen
- 26. November 2013: zehn Stolpersteine an drei Adressen[31]
- 28. März 2014: 16 Stolpersteine an sechs Adressen[32]
- 29. Januar 2015: 20 Stolpersteine an neun Adressen[33]
- 19. April 2016: 22 Stolpersteine an sechs Adressen[34]
- 27. September 2018: zehn Stolpersteine an drei Adressen[35]